# Huracán Hector (2018)
El huracán Hector fue un ciclón tropical poderoso y de larga vida que fue el primero en atravesar las tres cuencas del Pacífico Norte desde el huracán Genevieve en 2014. La octava tormenta nombrada, cuarto huracán y tercer huracán mayor de la temporada de 2018, Hector se originó en un área de baja presión que se formó un par de cientos de millas al oeste-suroeste de México el 28 de julio. En condiciones climáticas favorables, una depresión tropical se formó unos días después el 31 de julio. La depresión continuó fortaleciéndose y se convirtió en tormenta tropical Héctor al día siguiente. Héctor se convirtió en huracán el 2 de agosto y rápidamente se intensificó en un fuerte huracán de categoría 2 más tarde en el día. Después de debilitarse mientras se sometía a un ciclo de reemplazo de la pared del ojo, Héctor se fortaleció rápidamente en un huracán categoría 4 a última hora del 4 de agosto. Durante la semana siguiente, Hector fluctuó en intensidad varias veces. debido a los ciclos de reemplazo de la pared del ojo y al cambio de cizalladura del viento. Héctor alcanzó su intensidad máxima el 7 de agosto, como un huracán categoría 4 de gama alta con vientos de 155 mph (250 km/h).  Al día siguiente, el huracán pasó por alto Hawái aproximadamente 200 millas (320 km) al sur. El aumento de la cizalladura del viento provocó un debilitamiento constante de la tormenta, que comenzó el 11 de agosto. En ese momento, Hector acumuló la mayor cantidad de tiempo continuo como un huracán mayor en el noreste del Pacífico desde que comenzaron los registros confiables. La erosión de la convección y la disipación de su ojo marcó su degradación a una tormenta tropical el 13 de agosto. La tormenta atravesó posteriormente la línea internacional de cambio de fecha ese día. Hector se debilitó más tarde en una depresión tropical el 15 de agosto, antes de disiparse tarde el 16 de agosto.
Hector impulsó varias islas en el Monumento Nacional Marino Papahānaumokuākea para emitir la tormenta tropical relojes después del pase cerca, en Hawái, que justifica la emisión de un aviso de tormenta tropical para el Condado de Hawái. A pesar de que Hector había pasado un par de cientos de millas al sur de Hawái, todavía trajo numerosos efectos adversos del clima para el condado de Hawái y las islas circundantes.

## Historia meteorológica

### Orígenes

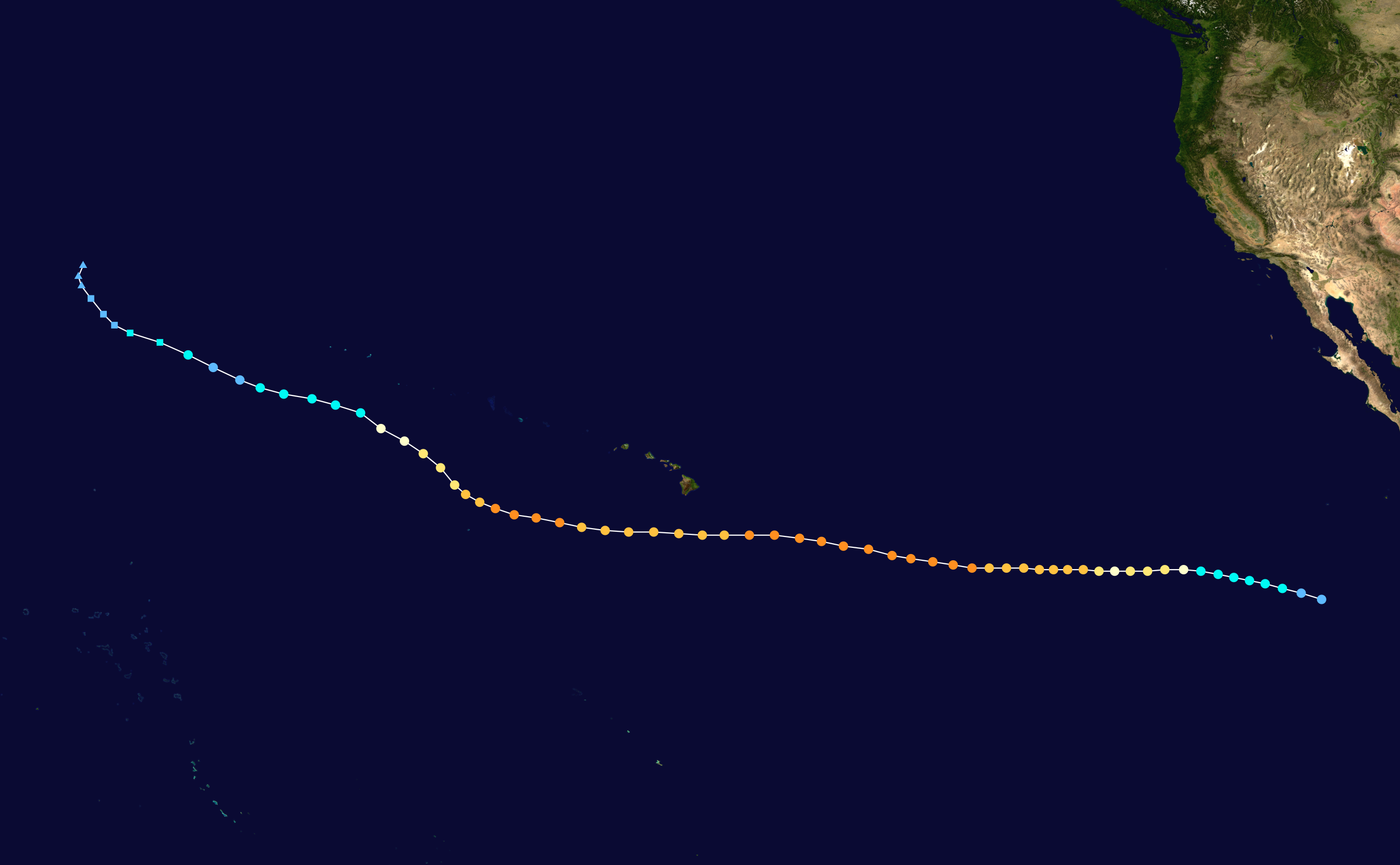
Mapa que traza la trayectoria y la intensidad de la tormenta, de acuerdo con la escala de huracanes de Saffir-Simpson

El 26 de julio, el Centro Nacional de Huracanes indicó que se pronosticaba que un área de baja presión se formaría a unas doscientas millas al sursuroeste de México a principios de la próxima semana. Dos días después, el 28 de julio, se formó una gran área de baja presión a varios cientos de millas al sur-sureste de Acapulco, Guerrero, México. El sistema se desarrolló gradualmente durante los días siguientes y formó una depresión tropical el 31 de julio. El Centro Nacional de Huracanes designó a la depresión como depresión tropical Diez-E. Seis horas después, el 1 de agosto, la depresión se convirtió en una tormenta tropical y recibió el nombre de Héctor. El Centro Nacional de Huracanes predijo más tarde en el día que el fortalecimiento constante ocurriría durante las próximas 96 a 120 horas, debido a las condiciones climáticas favorables, y daría como resultado la formación de un huracán.

### Pacífico Oriental
Durante los siguientes días, Héctor generalmente viajó hacia el oeste sin ganar mucha latitud. El 1 de agosto, Héctor comenzó a fortalecerse rápidamente y estaba cerca de la fuerza de los huracanes a las 02:00 UTC del 2 de agosto. Al mismo tiempo, las imágenes de microondas indicaron la aparición de un ojo de nivel medio y que pronto se produciría una intensificación rápida. Durante las siguientes 12 horas, Héctor se intensificó rápidamente en un fuerte huracán de categoría 2 con vientos máximos sostenidos de 110 mph (175 km/h) y una presión central mínima de 973 mbar (28,74 inHg). En este momento, Héctor era un pequeño huracán, con vientos con fuerza de huracán que solo se extendían a 15 millas (25 km) y vientos de fuerza de tormenta tropical a 60 millas (95 km) del centro. Debido al pequeño tamaño de Héctor, eran posibles fluctuaciones rápidas en la fuerza. A las 15:00 UTC del 3 de agosto, se ha debilitado y convertido en un huracán de categoría 1. El debilitamiento de Héctor fue causado por una combinación de ligera cizalladura del viento del norte, así como del aire seco. Durante este período, Héctor también comenzó a someterse a un ciclo de reemplazo de la pared del ojo, lo que finalmente condujo a un fortalecimiento después de su conclusión.

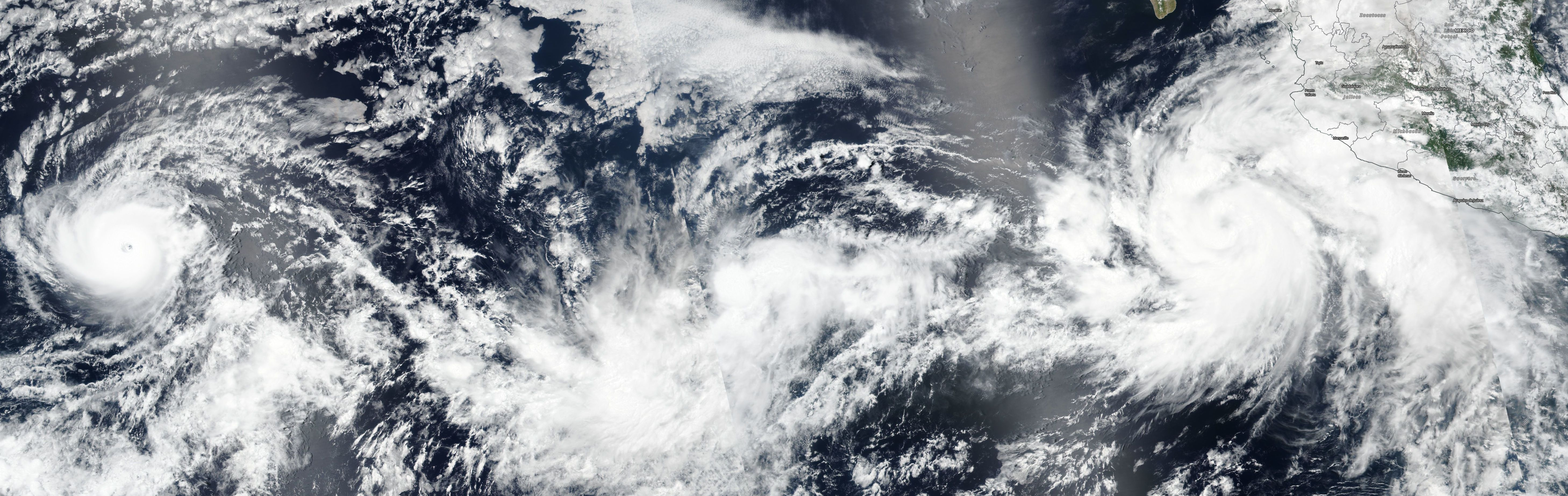
Cuatro ciclones tropicales activos el 7 de agosto; Héctor (izquierda), Kristy (centro), John (derecha) e Ileana (fusionándose con John a la derecha)

Doce horas después, el 4 de agosto, Héctor se ha fortalecido rápidamente convirtiéndose en un huracán de categoría 3. Durante las siguientes horas, el tamaño de Héctor aumentó drásticamente. Un día después, Héctor se convirtió en un huracán de categoría 4, logrando su intensidad máxima inicial con vientos máximos sostenidos de 130 mph (215 km/h) y una presión mínima central de 953 mbar (28.15 inHg). Seis horas más tarde, el 5 de agosto, Héctor posteriormente se debilitó nuevamente en una fuerte categoría 3. A las 15:00 UTC de ese día, el ojo de Héctor se había vuelto menos claro, ya que los datos de microondas indicaban que se estaba produciendo un segundo ciclo de reemplazo de la pared del ojo. Héctor se convirtió en categoría 4 una vez más, 6 horas después, y adquirió algunas características anulares en esta época. Los datos satelitales indicaron que el ojo de Héctor estaba mucho más definido de lo que era antes en el día, ya que el segundo ciclo de reemplazo de la pared del ojo había concluido. A pesar del debilitamiento que se había pronosticado, Héctor posteriormente comenzó a fortalecerse. En la medianoche del 6 de agosto, los vientos de Héctor habían aumentado a 140 mph (230 km/h). A las 03:00 UTC, Héctor ingresó a la Cuenca Central del Pacífico, donde el Centro de Huracanes del Pacífico Central comenzó a monitorear el sistema.

### Pacífico Central
Temprano el 7 de agosto, Héctor se intensificó aún más, casi alcanzando el estado de categoría 5, con vientos máximos sostenidos de 155 mph (249 km/h). Más tarde ese mismo día, Héctor se debilitó y se convirtió en un huracán de categoría 4 de gama baja debido a las interacciones con el aire más seco. A medida que el debilitamiento progresaba, el campo de viento de Héctor comenzó a expandirse. A las 18:00 UTC, los vientos con fuerza de huracán se extendieron hasta 40 millas (65 km) desde el centro de Héctor y la fuerza de la tormenta tropical vientos de 115 millas (185 km). Al mismo tiempo, se informó que los datos de microondas indican que Héctor había comenzado un tercer ciclo de reemplazo de la pared del ojo, que finalizó temprano el 9 de agosto, cuando la presentación satelital del huracán mejoró inmensamente, con el calentamiento de los ojos. A diferencia de los reemplazos previos de la pared del ojo de Hector, Héctor mantuvo su intensidad en ese momento. El 10 de agosto, Héctor recuperó el huracán categoría 4, debido a una cresta subtropical que se formó en el norte. El 11 de agosto, Héctor comenzó otra tendencia de debilitamiento ya que el aumento de la cizalladura del viento comenzó a tener un impacto en el sistema, aunque en este momento, el huracán estableció el récord de la mayor duración consecutiva como un huracán mayor en el noreste del Pacífico. A última hora del 11 de agosto, Héctor se debilitó por debajo de la mayor fuerza de huracán, un estado que había mantenido durante casi ocho días, debido al aumento de la cizalladura del viento mientras la tormenta daba un giro hacia el noroeste, debido a la influencia de la cresta subtropical.

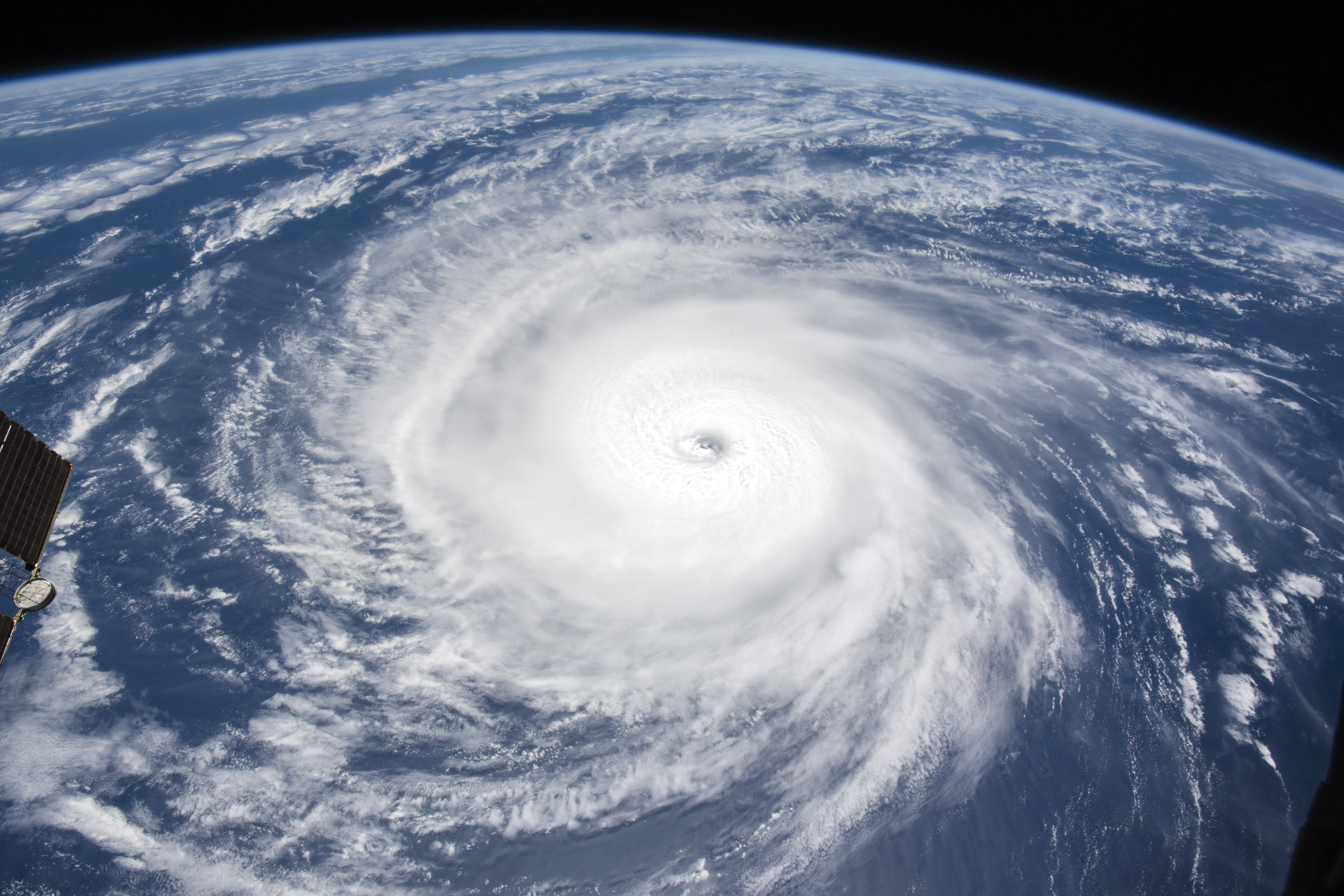
El huracán Héctor desde la NASA el 7 de agosto

Héctor rápidamente se debilitó a un huracán categoría 1 el 12 de agosto, debido a una fuerte cizalladura sur-suroeste. El 13 de agosto, Héctor se debilitó aún más debido a una tormenta tropical. Más tarde, el mismo día, Héctor cruzó la línea de fecha internacional, saliendo de la cuenca del Pacífico Central y entrando a la cuenca del Pacífico Occidental; por lo tanto, el Centro de Huracanes del Pacífico Central dejó de emitir advertencias sobre Héctor y pasó esa responsabilidad a la Agencia Meteorológica de Japón (JMA) y al Centro Conjunto de Advertencia de Tifones (JTWC). Héctor continuó debilitándose al día siguiente, en medio de la continua cizalladura del viento del sureste, menor contenido de calor oceánico y aire seco cercano. El sistema se volvió cada vez más desorganizado, y la Agencia Meteorológica de Japón emitió su último aviso sobre Héctor el 15 de agosto, a medida que el sistema se debilitaba hasta convertirse en una depresión tropical. Después, Héctor giró hacia el norte alrededor del borde de la cresta subtropical antes mencionada, mientras continuaba debilitándose. La Agencia Meteorológica de Japón notó a Héctor por última vez el 16 de agosto, cuando la tormenta se disipó.

## Preparaciones
Aunque los pronósticos mostraban que Héctor se quedaba al sur de Hawái, surgieron inquietudes sobre la seguridad de los residentes desplazados por la erupción en curso de Kilauea. Muchos permanecieron en estructuras temporales de carpas que no podían soportar un huracán; sin embargo, se hicieron planes para reubicar a las personas a estructuras más sólidas.. Además, surgieron inquietudes sobre la posibilidad de que la lluvia de Hector se combinan con el dióxido de azufre de Kilauea para formar una lluvia ácida tóxica que causaría daños a la infraestructura y los cultivos, además de envenenar el suministro de agua. Las autoridades han advertido a los residentes que tengan suministros de emergencia y un plan de huracanes listo. Cuando Héctor comenzó a acercarse a Hawái, se emitió una alerta de tormenta tropical para el condado de Hawái. esto se actualizó a una advertencia de tormenta tropical dos días después. La advertencia de tormenta tropical se suspendió más tarde ese día ya que el núcleo interno se mantuvo lejos de la costa.
El 5 de agosto, los puertos de Hilo y Kawaihae se cerraron al tráfico de entrada debido a que se esperaban vientos huracanados en las próximas 24 horas. El 7 de agosto, el alcalde en funciones del condado de Hawái, Wil Okabe, declaró el estado de emergencia cuando Héctor se acercaba desde el este. Al día siguiente, todos los sitios de votación ausentes y Whittington, Punaluu y Milolii Beach Parks en el condado de Hawái se cerraron cuando Héctor pasó al sur.

## Impacto

### Hawái
El 8 de agosto, se reportaron olas altas de 20 pies (6.1 m) a lo largo de las costas orientadas al sur en la Isla Grande. En total, al menos 90 personas necesitaron rescate en Oahu debido a las oleadas peligrosas generadas por el ciclón.  Todos los puertos de Hawái reanudaron sus operaciones normales el 10 de agosto.
El 9 de agosto, Atolón Johnston recibió brevemente una alerta de tormenta tropical cuando Héctor se acercó al atolón,ref>Houston. «Hurricane Hector Advisory Number 37». Central Pacific Hurricane Center. National Oceanic and Atmospheric Administration. Archivado desde el original el 9 de agosto de 2018. Consultado el 30 de agosto de 2018.</ref> El 11 de agosto, se emitió una alerta de tormenta tropical para partes del Monumento Nacional Marino Papahānaumokuākea de la isla Lisianski a Pearl y Hermes Atoll, y al día siguiente, se emitió para Kure Atoll y Midway Atoll y las aguas entre Midway Atoll y Pearl y Hermes Atoll.